# Aleksandra Trojan
Aleksandra Trojan (ur. 6 czerwca 1991 roku w Dobczycach) – polska siatkarka, grająca na pozycji środkowej, była młodzieżowa reprezentantka kraju. W 2015 powołano ją do reprezentacji Polski, na zgrupowaniu drużyny narodowej nabawiła się poważnej kontuzji stawów skokowych co wyeliminowało ją także z gry w części sezonu klubowego 2015/16. W 2016 roku ponownie powołana do kadry przez Jacka Nawrockiego. W sezonie 2020/2021 była zawodniczką UNI Opole.

## Kariera reprezentacyjna
Podczas pobytu w Szkole Mistrzostwa Sportowego dostała powołanie do narodowej kadry juniorek w 2009 na Mistrzostwa Świata, gdzie Polki uplasowały się na 13. pozycji. Powołanie otrzymała od trenera Rafała Błaszczyka do kadry Polski B na Letnią Uniwersjadę 2011. Polki zajęły 5. miejsce, a Trojan zagrała we wszystkich meczach.

## Sukcesy klubowe
Mistrzostwo I ligi:
- 2021